# Focus時尚流行館

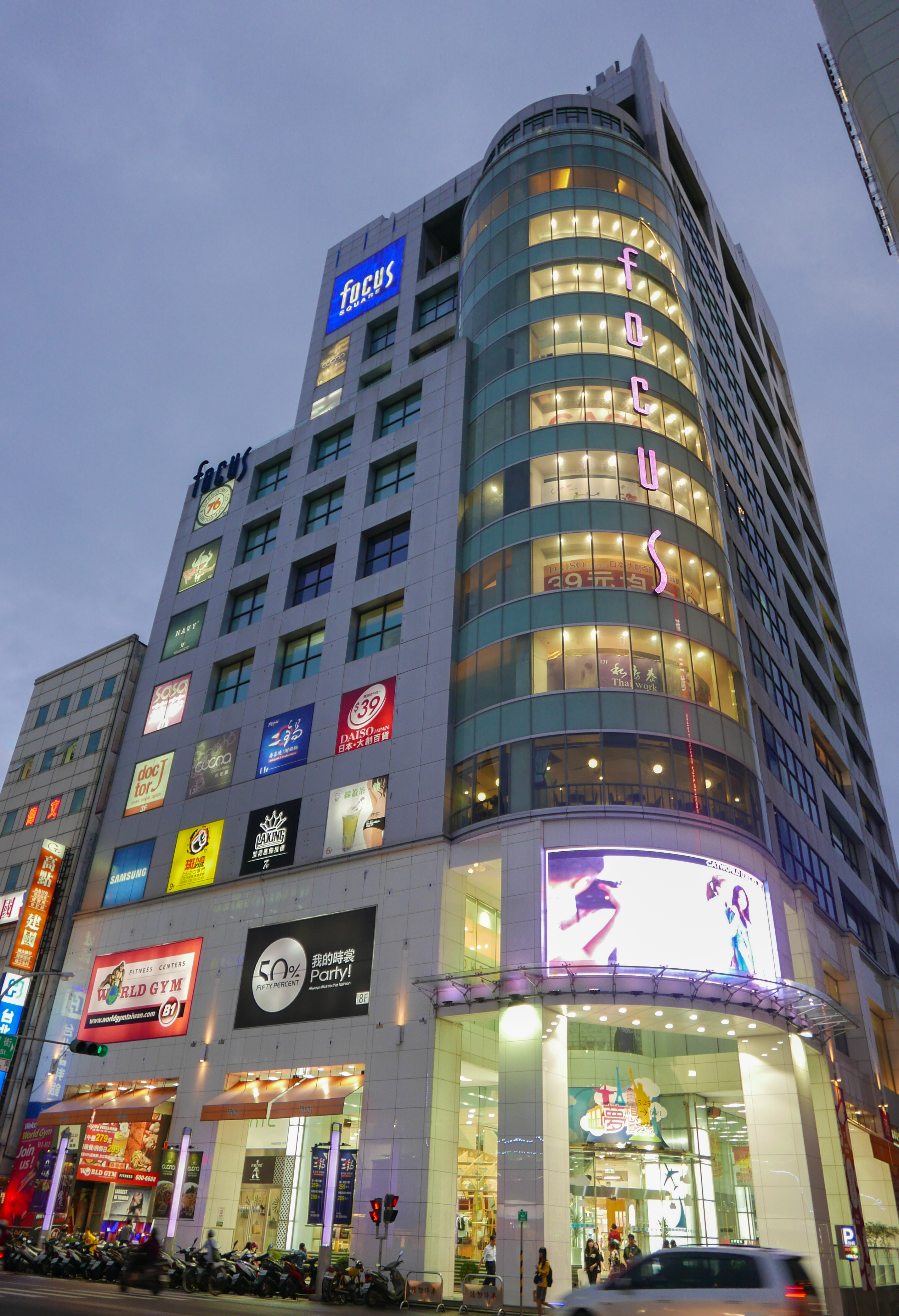
FOCUS時尚流行館（2015年）

Focus時尚流行館（Focus SQUARE）為臺灣臺南市中西區的一間百貨公司，成立於2000年，為地區型的百貨公司，主要以時尚、流行、年輕為主要訴求，消費客層以年輕族群為主，常被視為眾多知名品牌進駐台南市場的首選據點，為品牌拓展南部市場的重要起點之一，並結合影城與多家主題餐廳。鄰近臺南車站、新光三越台南中山店、衛生福利部台南醫院、國立台南護理專科學校、大遠百台南公園店，與周圍的中山路、北門路、民族路、西華南街、萬昌街、衛民街等道路構成台南站前商圈。創立至今始終秉持引領年輕時尚趨勢的精神，亦鼎力支持響應環保永續，展現企業ESG精神。2025年特別攜手關係企業－林百貨，於4月正式啟動【Re-FOCUS營造帆想——帆布再造環保特展】系列活動，展示企業對於環境保護的承諾。此次特展不僅展示了兩大商場的環保行動，也希望藉由產學合作，結合創意設計與手作技藝，推動社會責任與公益之美。

## 歷史
- 2000年12月22日全館正式開幕，臺南市首間星巴克同時進駐。
- 2014年起，與南台南家扶中心合作，每年幫助100位家扶學童實現聖誕心願[5]。
- 2016年進行全館大改裝，連同外牆一併整修為黑色。
- 2018年Focus時尚流行館大樓與板信銀行家大樓共同成為圓滿一號不動產投資信託基金（簡稱圓滿一號）的投資標的。[6]
- 2018年12月將11至13樓改裝為威秀影城，2019年2月開幕。
- 2020年3月，台南第一家海底撈火鍋於6樓開幕[7]。
- 2020年8月，台南第一家藏壽司於10樓開幕。
- 2023年10月，台南首間D+AF門市於2樓開幕。
- 2025年4月，攜手台南應用科技大學時尚設計系與台灣手作皮件發展協會，展開《Re-FOCUS營造帆想》帆布再造環保特展[8][9][10]，展示超過150件永續設計帆布包作品，同步公益義賣支持在地藝文發展。
- 2025年6月，年中慶活動開跑！《全支付》獨家回饋X話題聯名X明星演出舞台 與台南知名韓式貝果、文創IP合作推出聯名，連續兩周也都有明星舞台活動[11][12][13][14][15]。

## 樓層介紹
| 樓層     | 名稱           |
| -------- | -------------- |
| 11F～13F | 威秀影城       |
| 10F      | 樂活時尚       |
| 9F       | 趣玩特區       |
| 6F～8F   | 時尚美饌       |
| 5F       | 潮流星球       |
| 4F       | 街頭玩家       |
| 3F       | 流行焦點       |
| 2F       | 質感選物       |
| 1F       | 焦點旗艦       |
| B1～B2   | 世界健身俱樂部 |
| B3～B5   | 汽車停車場     |

## 海外分店
- 東莞店（富克斯流行廣場）

| 樓層 | 名稱       |
| ---- | ---------- |
| 5F   | 輕鬆娛樂館 |
| 4F   | 繽紛童趣館 |
| 3F   | 勁酷流行館 |
| 2F   | 伊人彩蝶館 |
| 1F   | 環宇時尚館 |

## 外部連結
- Focus時尚流行館（页面存档备份，存于）
- Focus時尚流行館的Facebook專頁
- 台灣公司資料 （页面存档备份，存于）